# Visual Pinball
Visual Pinball è un programma freeware che consente di creare delle simulazioni pseudo-tridimensionali di un flipper su di un personal computer. Si distingue dagli altri programmi di simulazione di flipper finora realizzati per il suo notevole realismo, sia dal punto di vista grafico, che della fisica di gioco. Questo dà, potenzialmente, la possibilità di giocare con le simulazioni di tutti i flipper realmente esistiti.
Visual Pinball fu presentato al pubblico nel dicembre del 2000 dal programmatore Randy Davis. L'applicazione è scritta in C++ ed usa il linguaggio di scripting di Microsoft Visual Basic per consentire all'utente di programmare facilmente i propri flipper emulati. Queste caratteristiche ne limitano l'uso alle macchine che utilizzano i sistemi operativi Windows; infatti Visual Pinball non è attualmente compatibile né con Linux, né con i sistemi operativi per macchine Macintosh.
Visual Pinball rappresenta un importante progresso nei programmi di gioco basati sulla simulazione dei flipper, giovandosi del fatto che i diritti di riproduzione delle macchine sono ormai a disposizione del pubblico, posto che attualmente esiste nel mondo una sola fabbrica di flipper (la Stern Pinball Inc.). Dal 2000 a oggi sono state realizzate alcune centinaia di simulazioni di flipper per Visual Pinball, alcune veramente di ottimo livello, altre buone, altre di livello dilettantistico.
I flipper più recenti (in particolare quelli realizzati dopo il 1990), per essere correttamente simulati con Visual Pinball, richiedono anche l'uso del programma Visual PinMAME, utilizzato per riprodurre il funzionamento delle CPU, dei microchip sonori e dei display elettronici presenti sui flipper più moderni. Oltre a questo, Visual Pinball può essere usato per inventare, disegnare e programmare flipper del tutto nuovi e originali; sotto questo aspetto più creativo rappresenta l'evoluzione di un vecchio programma per home computer degli anni '80, Pinball Construction Set.
Visual Pinball può anche simulare macchine di intrattenimento diverse dai flipper, come il Pachinko, gioco molto diffuso nei paesi orientali, i giochi tipo Bagatelle, le Slot machine e i giochi di tiro al bersaglio da luna park.
Nel 2005 David Foley acquistò la licenza d'uso del programma Visual Pinball per poterne utilizzare una versione modificata per un simulatore delle dimensioni di un normale flipper, che utilizza però come piano di gioco uno schermo LCD di grandi dimensioni. Questo progetto commerciale, noto come UltraPin, è attualmente in fase di sviluppo, anche grazie al contributo del team creativo originale di Visual Pinball.